# Cladosporium agoseridis
Cladosporium agoseridis är en svampart som beskrevs av U. Braun & Rogerson 1995. Cladosporium agoseridis ingår i släktet Cladosporium och familjen Davidiellaceae.   Inga underarter finns listade i Catalogue of Life.